# Acromis
Acromis là một chi bọ cánh cứng trong họ Chrysomelidae.
Chi này được Chevrolat in Dejean miêu tả khoa học năm 1837.

## Các loài
Chi này gồm các loài:
- Acromis sparsa (Boheman, 1854)
- Acromis spinifex (Linnaeus, 1763)
- Acromis venosa Erichson, 1847